# Günther Oettinger
Günther Hermann Oettinger, född 15 oktober 1953 i Stuttgart, är en tysk politiker (CDU). Han var EU-kommissionär 2010–2019. 
Oettinger var ledamot av lantdagen från 1984, parlamentarisk gruppledare för CDU 1991–2005 och ministerpresident i Baden-Württemberg 2005–2010. Den 10 februari 2010 utnämndes Oettinger till energikommissionär i Kommissionen Barroso II. I den efterföljande kommissionen Juncker var han ansvarig för den digitala ekonomin och det digitala samhället 2014-2016 och från 1 januari 2017 för budget och personal.